# Sarah Schwab
Pour les articles homonymes, voir Schwab.
Sarah Schwab, née le 5 janvier 2000 à Mont-Saint-Martin, en Meurthe-et-Moselle, est une chanteuse et imitatrice française. Elle commence sa carrière médiatique dans l'émission The Voice Kids et se fait largement connaître ensuite avec ses imitations sur YouTube.

## Carrière

### Enfance
Originaire de Fresnois-la-Montagne en Meurthe-et-Moselle, Sarah Schwab s'intéresse très jeune à la musique et commence à apprendre seule la guitare, la batterie, la basse, l’accordéon et le ukulélé. À 12 ans, elle lance sa propre chaîne Youtube et, contactée par les casteurs de l'émission, elle participe à la première saison de The Voice Kids, mais celle-ci sera remportée par Carla Georges.

### Adulte
À 19 ans, la jeune chanteuse décide de retenter l’aventure dans la version adulte de l’émission The Voice : La Plus Belle Voix (saison 9), où elle intègre l’équipe d’Amel Bent. Elle sera éliminée durant les duels (ou « battles ») mais sort néanmoins son premier EP, intitulé Toxique, en octobre 2020 et sera repérée pour ses talents d'imitatrice par Patrick Sébastien. Ses quatre premières voix — Dalida, Vanessa Paradis, Cœur de pirate et Lara Fabian — lui permettent de devenir célèbre grâce à ses vidéos diffusés sur les réseaux sociaux, où elle atteint le million de vues  puis les 2 millions de vues en 2024. 
Elle revendique plus de 200 voix différentes.

## Télévision
- The Voice Kids (saison 1) - 2014
- The Voice : La Plus Belle Voix (saison 9) - 2020
- N'oubliez pas les paroles[8]